# Osiedle Okrzei (Bełchatów)
Osiedle Okrzei – drugie co do wielkości osiedle mieszkaniowe w Bełchatowie po Osiedlu Dolnośląskim. Liczy ok. 8 tys. mieszkańców.
Na terenie osiedla znajdują się m.in. Przedszkole Samorządowe nr 3, hala widowiskowo-sportowa, Hotel Sport, miejska pływalnia, siedziba Bełchatowskiej Spółdzielni Mieszkaniowej oraz kilka boisk piłkarskich. 

## Oświata
Przedszkola:
- Integracyjne Przedszkole Samorządowe nr 3

Szkoły podstawowe:
- Szkoła Podstawowa nr 1 im. Stanisława Jachowicza

## Sport i kultura
- Hala „Energia” im. Edwarda Najgebauera
- Hala widowiskowo-sportowa

## Religia
- Kościół ewangelicko-reformowany

## Instytucje wymiaru sprawiedliwości
- Sąd Rejonowy w Bełchatowie

## Inne instytucje
- Powiatowa Stacja Sanitarno-Epidemiologiczna w Bełchatowie